# Gyöngyössolymos
Gyöngyössolymos es un pueblo ubicado en el distrito de Gyöngyös, en el condado de Heves, Hungría.

## Superficie
Posee una superficie de 64,85 kilómetros cuadrados.

## Demografía
Hasta 2019 la población era de 2733 habitantes, con una densidad de población de 42,14 habitantes por kilómetro cuadrado.